# Chiesa dei Diecimila Martiri
La chiesa dei Santi Diecimila Martiri è una chiesa barocca di Palermo.

## Storia
La chiesa fu costruita nei primissimi anni del XVII secolo su commissione dei Cavalieri Gerosolimitani altresì noti come la Compagnia dei diecimila martiri. La chiesa fu completamente ristrutturata nel 1715. Durante lo scorso secolo è anche diventata sede di un partito politico. Attualmente la chiesa è in stato d'abbandono.

## Stile
La struttura attuale mostra una facciata semplice ed i motivi decorativi ricordano i temi del martirio quali le palme e l'alloro, al centro della struttura è presente un medaglione in stucco nel quale sono presenti sant'Acacio e i suoi 9.000 soldati che insieme ad altri 1.000 pagani furono martirizzati dall'imperatore romano a causa della loro conversione al cristianesimo ritenuta un tradimento.

## Compagnia
- Compagnia dei Diecimila Martiri sotto il titolo dei «Cavalieri Gerosolimitani»